# Cercopitec de Sclater
El cercopitec de Sclater (Cercopithecus sclateri) és una espècie de primats catarrins de la família dels cercopitècids. Fou descrit per Reginald Innes Pocock el 1904 i anomenat en honor de Philip Sclater. És una espècie arborícola i diürn que viu als boscos del sud de Nigèria. Anteriorment se'l classificava com a subespècie del cercopitec d'orelles vermelles (Cercopithecus erythrotis).